# 포켓돌스튜디오의 음반
이 문서는 포켓돌스튜디오에서 발매한 음반의 목록이다.

## 2019년 ~ 2023년
- 2019년 4월 13일 원더나인 - XIX
- 2019년 5월 17일 송가인 - [Digital  Single] 찍어
- 2019년 8월 6일 비너스 - [Digital Single] 비너스
- 2019년 9월 9일 홍자 - [Digital Single] 내:딛다
- 2019년 10월 8일 송가인 - 송가인 - 미스트롯 라이브
- 2019년 10월 17일 원더나인 - Blah Blah
- 2019년 11월 4일 송가인 - 佳人
- 2020년 1월 25일 송가인 - 사랑의 불시착 OST Part.6
- 2020년 2월 5일 H&D - [Digital Single] 오늘보다 더 나은 내일
- 2020년 2월 26일 송가인 - [Digital Single] 화류춘몽
- 2020년 3월 5일 송가인 - [Digital Single] 花柳春夢(1막2장)
- 2020년 3월 28일 송가인 - [Digital Single] 이별의 정류장[1]
- 2020년 3월 30일 H&D - [Digital Single] 낯설어[2]
- 2020년 4월 21일 H&D - SOULMATE
- 2020년 6월 10일 다이아 - Flower 4 Seasons[3]
- 2020년 7월 16일 원더나인 - Turn Over
- 2020년 7월 31일 남도현 - [Digital Single] 운명 (쿨 Remake)[4]
- 2020년 8월 5일 원더나인 - Good Bye 1THE9
- 2020년 8월 25일 송가인 - [Digital Single] 확 감아버려
- 2020년 9월 23일 H&D - [Digital Single] Umbrella
- 2020년 11월 19일 BAE173 - INTERSECTION : SPARK
- 2020년 11월 21일 송가인 - "FOREVER" [Goodbye 진선미][5]
- 2020년 12월 26일 송가인 - 몽 (夢)
- 2021년 4월 8일 BAE173 - INTERSECTION : TRACE
- 2021년 7월 7일 예빈 - [Digital Single] Yes I Know
- 2021년 7월 10일 오유진 - [Digital Single] 오이소 보이소 사이소[6]
- 2021년 9월 17일 한결 - 러브 인 블랙홀 OST Part.1
- 2021년 11월 12일 BAE173 - [Digital Single] 빛 날거야[7]
- 2022년 1월 4일 송가인 - [Digital Single] 시간이 머문자리
- 2022년 3월 30일 BAE173 - INTERSECTION : BLAZE
- 2022년 4월 21일 송가인 - 연가
- 2022년 5월 5일 클라씨 - CLASS IS OVER
- 2022년 5월 26일 클라씨 - LIVES ACROSS
- 2022년 8월 17일 BAE173 - Odyssey : Dash
- 2022년 9월 14일 다이아 - [Digital Single] Rooting For You
- 2022년 9월 14일 김선유 - [Digital Single] 〈두 번째 세계〉 Episode 3[8]
- 2022년 9월 21일 김선유 - [Digital Single] 〈두 번째 세계〉 Episode 4[9]
- 2022년 10월 12일 김선유 - [Digital Single] 〈두 번째 세계〉 Episode 6[10]
- 2022년 10월 26일 클라씨 - Day & Night
- 2022년 11월 9일 김선유 - 〈두 번째 세계〉 FINAL[11]
- 2022년 12월 20일 에스페로 - Espero 1st, Romance on Classic[12]
- 2023년 1월 25일 송가인 - [Digital Single] 당신을 만나[13]
- 2023년 5월 5일 클라씨 - [Digital Single] My Love
- 2023년 5월 26일 송가인 - 잠만 자는 곳은 아닙니다 Part.4
- 2023년 7월 12일 클라씨 - [Japan Digital Single] Crack-Crack-Crackle
- 2023년 9월 21일 판타지 보이즈 - NEW TOMORROW
- 2023년 9월 28일 송가인 - 2023 송가인 베스트 앤 라이브
- 2023년 11월 23일 판타지 보이즈 - Potential
- 2023년 12월 19일 판타지 보이즈 - [Digital Single] Christmas Day
- 2023년 12월 20일 클라씨 - [Digital Single] Winter Bloom

## 2024년 ~ 2029년
- 2024년 1월 30일 A SIX[14] - [Digital Single] 사랑 모두 거짓말
- 2024년 3월 13일 BAE173 - NEW CHAPTER : LUCEAT
- 2024년 5월 2일 판타지 보이즈 - MAKE SUNSHINE
- 2024년 6월 19일 판타지 보이즈 - [Japan] NEW TOMORROW
- 2024년 10월 5일 복지은 - [Digital Single] Happy Ending
- 2024년 11월 15일 클라씨 - LOVE XX
- 2025년 3월 12일 판타지 보이즈 - [Japan] SHINE THE WAY
- 2025년 3월 20일 판타지 보이즈 - UNDENIABLE
- 2025년 6월 12일 Double 0ne[15] - Xpert
- 2025년 ?월 ?일 BAE173 - 미정